# Pristimantis rhabdolaemus
Pristimantis rhabdolaemus es una especie de anfibio anuro de la familia Craugastoridae.

## Distribución
Esta especie es endémica de Perú. Habita en las regiones de Cuzco, Ayacucho y Apurímac entre los 1 000 y 2 650 m de altitud en la vertiente oriental de los Andes.
Los especímenes de Bolivia que se atribuyeron a esta especie ahora se adjuntan a Pristimantis pharangobates.

## Publicación original
- Duellman, 1978 : Two new species of Eleutherodactylus (Anura: Leptodactylidae) from the Peruvian Andes. Transactions of the Kansas Academy of Science, vol. 81, n.º 1, p. 65-71.[5]